# Astathes violaceipennis
Astathes violaceipennis là một loài bọ cánh cứng trong họ Cerambycidae.